# حمد بن سليمان الشامسي
حمد بن سليمان الشامسي (??19-1974) 
شاعر إماراتي ولد في إمارة عجمان في فريج الشرقي وهو والد الفنان الراحل سلطان الشاعر.

## عن حياته
وقد عمل شاعرنا في بداية حياته كنوخذا في إحدى المحامل في أيام الغوص واستمر في عمله في البحر حتى انتهاء فترة الغوص في المنطقة وبعدها سافر إلى السعودية وعمل هناك بمهنة البناء ومن ثم رجع إلى موطنه واستمر في العمل نفسه الذي تعلمه في سفره. وقد سافر شاعرنا في حياته إلى السعودية والكويت والبحرين وقطر وعمان وسقطره واليمن، وتميز الشاعر حمد بن سليمان بحفظه للقصائد وكان يحفظ لكثير من شعراء الإمارات وبعض من شعراء السعودية وتميز شاعرنا مع بعض من شعراء عيمان في المساجلات الشعرية امثال الشاعر راشد بن ثاني وكان له صديق عزيز عليه هو محمد بن عبيد بن صقر السويدي وتزوج شاعرنا في حياته ورزقه الله بستة أبناء وبنت ومن أبنائه من أصبح شاعـراً وهو الشاعر سلطان الشاعر الذي قدم مسلسل أشحفان و الشاعر سيف بن سليمان الشامسي وقد رود الشاعر حمد بوشهاب بعض القصائد للشاعر حمد بن سليمان في ديوان تراثنا من الشعر الشعبي. 

## ديوانه الضائع
ان الشاعر حمد بن سليمان يعتبر أحد رموز الشعر في الإمارات وفي عجمان بالاخص وكان مجلسه مفتوح للجميع وللشعراء وكان يظم أغلب شعراء عيمان أمثال الشاعر راشد بن سالم الخضر وسالم بن خليفة الظفري وغانم بن عبيد العصري وراشد بن ثاني (رشيد) و ماجد بن علي النعيمي وسيف الشاعر وسالم الحداد وراشد بن صفوان وسالم بن حميد البحري وسلطان بن جبران السويدي وحميد بن عبد الله الشاعر وراشد بن سند وجمعه بن عياده وثاني العظم ومحمد سعيد الزعابي وغيرهم وكان هؤلاء الشعراء يتجمعون في بيت حمد بن سليمان بعد صلاة العشاء ويتسامرون ويلقون قصائدهم وقصائد شعراء باقي الإمارات والرد عليها ويقومون بكتابة القصائد في دفتر وكل من لديه قصيده يكتبها إلى أن أصبح ديوان ومرجع للشعراء وإذا أراد أي شاعر ان يرد على أي قصيدة أو يعرف لمن هذه القصيدة يرجع لهذا الديوان الموجود في المجلسه وقد تمسك الشاعر حمد بن سليمان بالديوان حيث كان بمثابة الكنز الذي لا يفرط فيه ابدا وكان الشاعر يأخذ الديوان معه في اسفاره لكي يكتب كل جديد ويقرأ القصائد التي يحتويه الديوان وفي أحد اسفاره إلى عمان في المحمل جاءت عاصفه قويه مما أدت انقلاب المحمل بما فيه وقد تمسك الشاعر بالديوان وهو يسبح إلى أن جاءت موجه كبيرة وضربت الشاعر مما ادى إلى انفلات الديوان من يده وغرقه في اعماق البحر.

## وفاته
توفي الشاعر حمد بن سليمان الشامسي في عام 1974 في عجمان وللأسف لم يدون من قصائده.